# Antoni Cortadellas
Antoni Cortadellas va ser cantant tenor i compositor. Membre de la capella de música de l'església parroquial del Pi, a Barcelona, avui en dia es conserva un rosari 1834.